# Argentat-sur-Dordogne
Argentat-sur-Dordogne est une commune du Sud-Ouest de la France située dans le département de la Corrèze en région Nouvelle-Aquitaine. La ville est traversée par la Dordogne.
C'est une commune nouvelle qui regroupe les anciennes d'Argentat et de Saint-Bazile-de-la-Roche, qui deviennent des communes déléguées, le 1er janvier 2017. Son chef-lieu se situe à Argentat.

## Géographie

### Localisation
Située dans le Massif central, au confluent de la Maronne avec la Dordogne, elle se trouve à l'extrémité sud de la faille d'Argentat. À l'est, la commune est bordée par le Doustre, et à l'ouest elle est arrosée par la Souvigne.
La cité d'Argentat se situe aux confins de trois régions, le Limousin, l'Auvergne et le Quercy, sur la Dordogne après que celle-ci ait traversé des gorges profondes de façon impétueuse. Argentat se trouve dans la partie ouest de la Xaintrie petit pays du Bas-Limousin.
De cette situation géographique découle l'intérêt de la ville : passage de la Dordogne d'une part, et port de trafic fluvial important vers Bergerac et Libourne.

### Communes limitrophes
Les communes limitrophes sont Saint-Martial-Entraygues, La Chapelle-Saint-Géraud, Champagnac-la-Prune, Saint-Chamant, Hautefage, Monceaux-sur-Dordogne, Saint-Bonnet-Elvert, Neuville et Saint-Martin-la-Méanne.

### Climat
Pour des articles plus généraux, voir Climat de la Nouvelle-Aquitaine et Climat de la Corrèze.
Historiquement, la commune est exposée à un climat montagnard.  
En 2020, Météo-France publie une typologie des climats de la France métropolitaine dans laquelle la commune est exposée à un climat de montagne et est dans la région climatique Ouest et nord-ouest du Massif Central, caractérisée par une pluviométrie annuelle de 900 à 1 500 mm, maximale en automne et en hiver.
Pour la période 1971-2000, la température annuelle moyenne est de 12,8 °C, avec  une amplitude thermique annuelle de 15,7 °C. Le cumul annuel moyen de précipitations est de 1 114 mm, avec 12,5 jours de précipitations en janvier et 7,4 jours en juillet. Pour la période 1991-2020, la température moyenne annuelle observée sur la station météorologique installée sur la commune est de 12,7 °C et le cumul annuel moyen de précipitations est de 1 145,5 mm,. Pour l'avenir, les paramètres climatiques de la commune estimés pour 2050 selon différents scénarios d’émission de gaz à effet de serre sont consultables sur un site dédié publié par Météo-France en novembre 2022.
| Mois                                  | jan.           | fév.           | mars           | avril           | mai           | juin          | jui.          | août           | sep.            | oct.            | nov.             | déc.           | année      |
| ------------------------------------- | -------------- | -------------- | -------------- | --------------- | ------------- | ------------- | ------------- | -------------- | --------------- | --------------- | ---------------- | -------------- | ---------- |
| Température minimale moyenne (°C)     | 0,4            | −0,1           | 1,9            | 4,6             | 8,3           | 11,8          | 13,2          | 13             | 9,6             | 7,8             | 3,6              | 0,7            | 6,2        |
| Température moyenne (°C)              | 5,1            | 5,8            | 8,8            | 11,6            | 15,2          | 19            | 20,8          | 20,8           | 17,2            | 13,9            | 8,6              | 5,4            | 12,7       |
| Température maximale moyenne (°C)     | 9,8            | 11,6           | 15,7           | 18,7            | 22,1          | 26,3          | 28,4          | 28,5           | 24,8            | 20,1            | 13,5             | 10,1           | 19,1       |
| Record de froid (°C) date du record   | −11,9 13.01.03 | −15,2 06.02.12 | −13,2 01.03.05 | −6,2 04.04.1996 | −1,8 06.05.19 | 0,6 01.06.06  | 4,5 15.07.16  | 2,5 31.08.1995 | −0,6 14.09.1996 | −6,5 30.10.1997 | −10,8 24.11.1998 | −14,8 19.12.09 | −15,2 2012 |
| Record de chaleur (°C) date du record | 19,2 01.01.23  | 25,8 27.02.19  | 28,7 19.03.05  | 31,5 29.04.05   | 34,1 21.05.22 | 40,7 27.06.19 | 41,8 23.07.19 | 41,6 04.08.03  | 37,7 12.09.22   | 33,5 01.10.23   | 27 08.11.15      | 19 17.12.19    | 41,8 2019  |
| Précipitations (mm)                   | 103,6          | 86,8           | 86,8           | 107,8           | 102,7         | 88,5          | 74,3          | 73,7           | 85,2            | 101,3           | 118,5            | 116,3          | 1 145,5    |

## Urbanisme

### Typologie
Au 1er janvier 2024, Argentat-sur-Dordogne est catégorisée bourg rural, selon la nouvelle grille communale de densité à 7 niveaux définie par l'Insee en 2022.
Elle appartient à l'unité urbaine d'Argentat-sur-Dordogne, une unité urbaine monocommunale constituant une ville isolée,. Par ailleurs la commune fait partie de l'aire d'attraction d'Argentat-sur-Dordogne, dont elle est la commune-centre,. Cette aire, qui regroupe 12 communes, est catégorisée dans les aires de moins de 50 000 habitants,.

### Voies de communication et transports
- Réseau Réseau interurbain de la Corrèze

### Risques majeurs
Le territoire de la commune d'Argentat-sur-Dordogne est vulnérable à différents aléas naturels : météorologiques (tempête, orage, neige, grand froid, canicule ou sécheresse), inondations, feux de forêts, mouvements de terrains et séisme (sismicité très faible). Il est également exposé à un risque technologique, la rupture d'un barrage, et à deux risques particuliers : le risque minier et le risque de radon. Un site publié par le BRGM permet d'évaluer simplement et rapidement les risques d'un bien localisé soit par son adresse soit par le numéro de sa parcelle.

#### Risques naturels
Certaines parties du territoire communal sont susceptibles d’être affectées par le risque d’inondation par débordement de cours d'eau, notamment la Dordogne, la Maronne, le Doustre et la Souvigne. La commune a été reconnue en état de catastrophe naturelle au titre des dommages causés par les inondations et coulées de boue survenues en 1982, 1990, 1992, 1999, 2001 et 2021,. Le risque inondation est pris en compte dans l'aménagement du territoire de la commune par le biais du plan de prévention des risques (PPR) inondation « Argentat - Bassin de la Dordogne », approuvé le 30 octobre 2013.

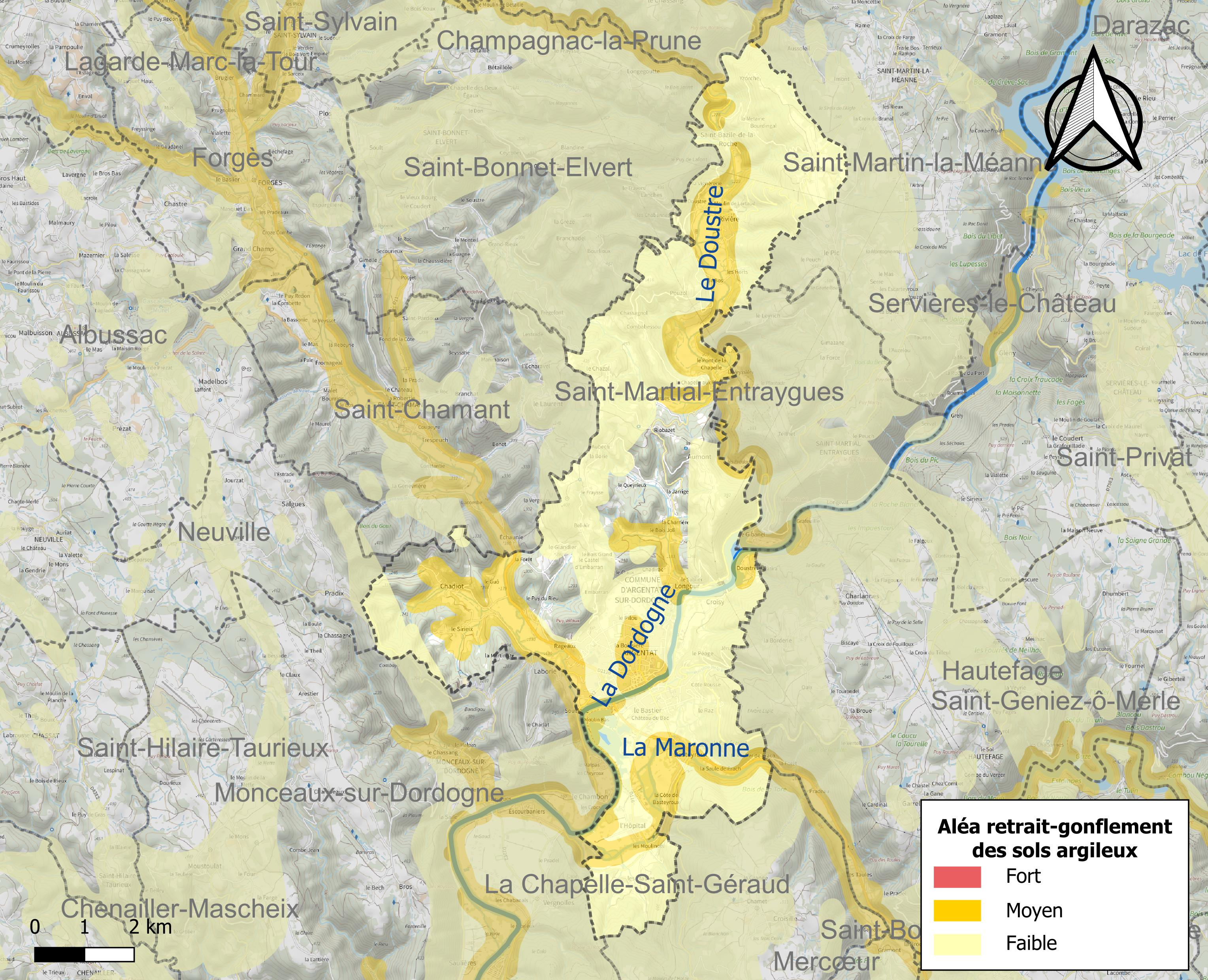
Carte des zones d'aléa retrait-gonflement des sols argileux d'Argentat-sur-Dordogne.

La commune est vulnérable au risque de mouvements de terrains constitué principalement du retrait-gonflement des sols argileux. Cet aléa est susceptible d'engendrer des dommages importants aux bâtiments en cas d’alternance de périodes de sécheresse et de pluie. 26,5 % de la superficie communale est en aléa moyen ou fort (26,8 % au niveau départemental et 48,5 % au niveau national). Sur les 1 623 bâtiments dénombrés sur la commune en 2019,  705 sont en aléa moyen ou fort, soit 43 %, à comparer aux 36 % au niveau départemental et 54 % au niveau national. Une cartographie de l'exposition du territoire national au retrait gonflement des sols argileux est disponible sur le site du BRGM,.
Concernant les feux de forêt, aucun plan de prévention des risques incendie de forêt (PPRIF) n’a été établi en Corrèze, néanmoins le code de l’urbanisme impose la prise en compte des risques dans les documents d’urbanisme. Le périmètre des servitudes d'utilité publique et des zones d'obligation légale de débroussaillement pour les particuliers est quant à lui défini pour la commune dans une carte dédiée.
Concernant les mouvements de terrains, la commune a été reconnue en état de catastrophe naturelle au titre des dommages causés par la sécheresse en 2018 et 2019 et par des mouvements de terrain en 1999.

#### Risques technologiques
La commune est en outre située en aval des barrages de Bort-les-Orgues, de Marèges, de l'Aigle, du Chastang, de Neuvic d'Ussel et de Marcillac, d'Enchanet et de Hautefage, des ouvrages de classe A soumis à PPI. À ce titre elle est susceptible d’être touchée par l’onde de submersion consécutive à la rupture d'un de ces ouvrages.

#### Risques particuliers
La commune est  concernée par le risque minier, principalement lié à l’évolution des cavités souterraines laissées à l’abandon et sans entretien après l’exploitation de mines.
Dans plusieurs parties du territoire national, le radon, accumulé dans certains logements ou autres locaux, peut constituer une source significative d’exposition de la population aux rayonnements ionisants. Certaines communes du département sont concernées par le risque radon à un niveau plus ou moins élevé. Selon la classification de 2018, la commune d'Argentat-sur-Dordogne est classée en zone 3, à savoir zone à potentiel radon significatif.

## Toponymie
Son nom a directement inspiré celui de la ville d'Argenta - située dans la région de Kanto - dans les premiers jeux de la série Pokémon.
En dialecte limousin, son nom est Argentat-sus-Dordonha en graphie classique et Argentat-sus-Dordogno en graphie mistralienne.

## Histoire

### Protohistoire
Dès l'époque gauloise, un oppidum perché sur une hauteur voisine, le Puy-du-Tour, contrôle le gué d'une voie protohistorique reliant l'Armorique à la Méditerranée.

### Antiquité
Après la conquête romaine, s'établit dans la plaine, la villa gallo-romaine du Longour, domaine tourné vers la culture, proche de la Dordogne.

### Moyen Âge

#### Période mérovingienne
Aux temps mérovingiens, un atelier monétaire fonctionne et facilite les échanges commerciaux.

#### Période carolingienne
Sous les Carolingiens, Argentat est le siège d'une vicairie, circonscription territoriale où sous l'autorité du comte, un vicaire administre la justice.
Dès le Xe siècle, Argentat est connu comme prieuré et cure en ville murée. La ville dépend d'un seigneur religieux, le prieur de Carennac et d'un seigneur laïc, le vicomte de Turenne.

#### Moyen Âge classique

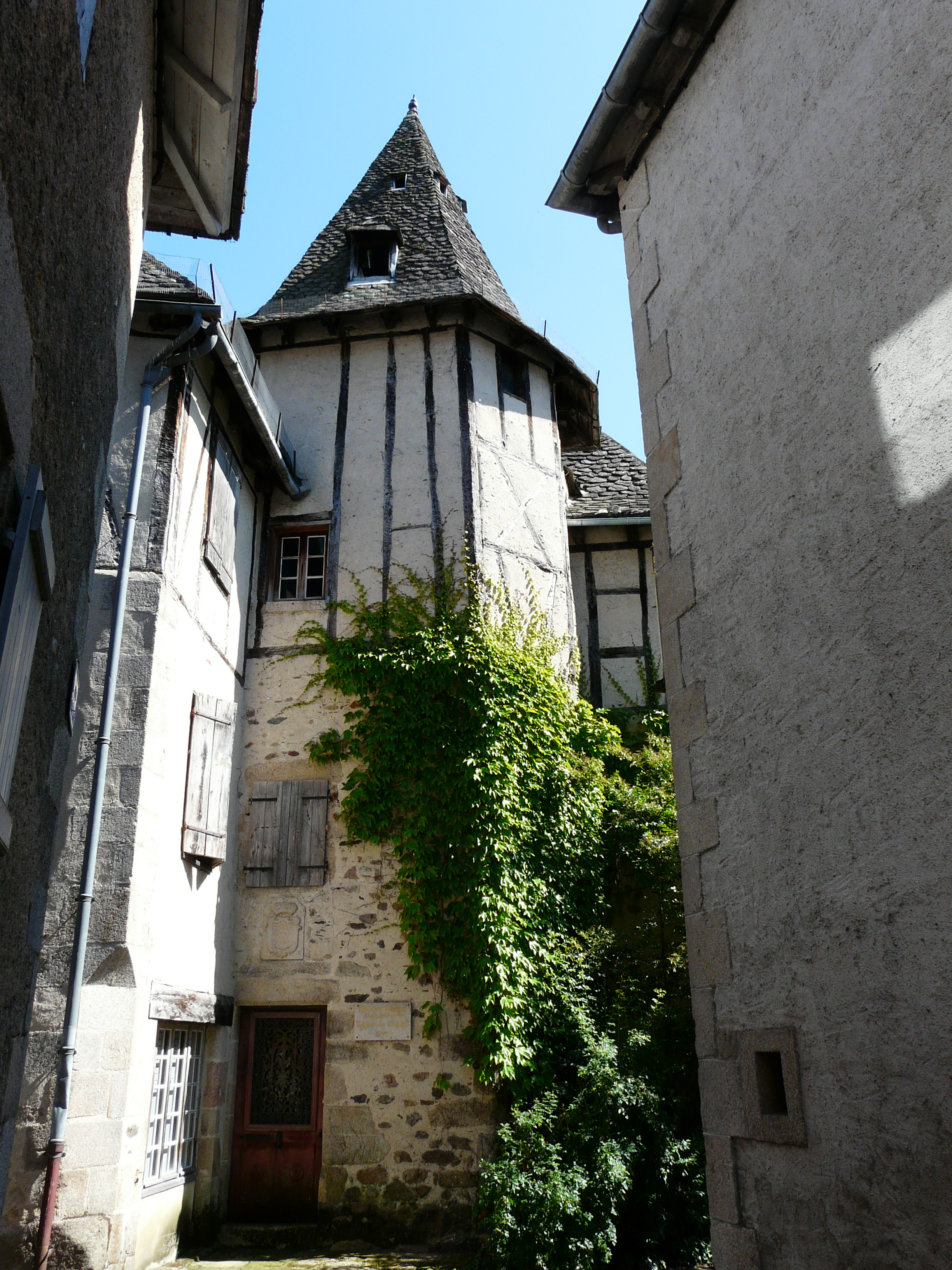
Le manoir de l'Eyrial.

Avare de ses droits la vicomté ne concède aucune charte de libertés et la communauté locale doit se contenter, jusqu'en 1615, de syndics paroissiaux pour la gérer.
Toutefois, les Turenne concédèrent à la ville dès 1263, un marché important le jour de la Saint-André, qui passe pour être la foire la plus ancienne du Bas-Limousin.

### Époque moderne
Argentat prit parti pour les Huguenots, ce qui induit une situation des plus troubles pendant un demi-siècle.
Au XVIIe siècle, avec la Contre-Réforme et l'établissement successif des Récollets et des Clarisses vers 1633, des Ursulines en 1637, les luttes s'apaisent peu à peu.
À l'annexion de la vicomté à la Couronne (1738), Argentat devint siège d'une subdélégation de l'intendance de Limoges.

### Époque contemporaine
La ville a connu un essor économique important aux XVIIIe et XIXe siècles grâce à la batellerie effectuée par des gabares appelées localement courpet, qui a permis l'acheminement de richesses (essentiellement du bois sous forme de merrain-douves de chêne pour la tonnellerie et de carassonne-échalas de vigne) vers la région bordelaise. Cette activité périclita à la fin du XIXe siècle, à la suite des épidémies de phylloxéra qui ravagèrent les vignobles, et de l'inauguration de la ligne de chemin de fer du PO-Corrèze entre Tulle et Argentat en 1904 (cette ligne resta en activité jusqu'en 1970).
Au début du XXe siècle culmina une activité d'extraction, avec l'exploitation de mines de charbon, qui fermèrent dans les années 1930.
La commune est née le 1er janvier 2017 de la fusion des deux communes d'Argentat et de Saint-Bazile-de-la-Roche qui prennent alors le statut de commune déléguée.

## Politique et administration

### Liste des maires
| Période      | Période  | Identité            | Étiquette | Qualité                                                                                       |
| ------------ | -------- | ------------------- | --------- | --------------------------------------------------------------------------------------------- |
| janvier 2017 | mai 2020 | Jean-Claude Leygnac | MR        | Ancien maire d'Argentat (2014-2017) Conseiller départemental du canton d'Argentat (2015-2021) |
| mai 2020     | En cours | Sébastien Duchamp   | PS        | Chef d'entreprise Conseiller départemental du canton d'Argentat-sur-Dordogne (2021-)          |

### Communes déléguées
| Nom                      | Code Insee | Intercommunalité | Superficie (km2) | Population (dernière pop. légale) | Densité (hab./km2) |
| ------------------------ | ---------- | ---------------- | ---------------- | --------------------------------- | ------------------ |
| Argentat (siège)         | 19010      |                  | 22,41            | 2 977 (2014)                      | 133                |
| Saint-Bazile-de-la-Roche | 19183      |                  | 7,16             | 123 (2014)                        | 17                 |

### Circonscription électorale
À la suite du décret du 5 mars 2020, la commune nouvelle est entièrement rattachée au canton d'Argentat-sur-Dordogne.

## Population et société

### Démographie
L'évolution du nombre d'habitants est connue à travers les recensements de la population effectués dans la commune depuis sa création.

En 2022, la commune comptait 2 857 habitants, en évolution de −7,33 % par rapport à 2016 (Corrèze : −0,59 %, France hors Mayotte : +2,11 %).
| 2015  | 2016  | 2017  | 2018  | 2019  | 2022  |
| ----- | ----- | ----- | ----- | ----- | ----- |
| 3 084 | 3 083 | 3 016 | 2 956 | 2 896 | 2 857 |

### Manifestations culturelles et festivités
- Les Rencontres-promenades « Histoires de passages »[32], 3e semaine de juillet, depuis 2015.
- Festival Val'Dordogne, fin-septembre et début octobre.

## Culture locale et patrimoine

### Lieux et monuments
- La Maison du Patrimoine.
- L'église Saint-Pierre, construite entre 1875 et 1879 en intégrant un clocher bâti dès 1847. L'église abrite un mobilier de qualité : quatre retables (outre celui du maître-autel, retables de la Pietà à droite du chœur, du Sacré-Cœur à gauche et de Saint-Joseph près de l'entrée), chaire et confessionnal présentant un beau travail de sculpture sur bois, vitraux. Elle est inscrite à l'Inventaire général du patrimoine culturel[33].
- Le couvent des Récollets, fondé au début du XVIIe siècle.
- La croix des gabariers.
- Le quai maçonné Lestourgie XIXe siècle avec jolie promenade, sur la rive droite de la Dordogne.
- Le couvent des Clarisses, 7 rue des Clarisses.
- L'hôtel de Turenne, la " Raymondie ", 13 rue des Clarisses.
- La chapelle édifiée à la fin du XIXe, rue des Clarisses.
- La rue Porte-Basse.
- La maison natale du général Delmas et son buste (1906) par Eugène-Jean Boverie.
- La maison Filliol (XVIe), ancien relais de poste.
- Le manoir de l'Eyrial (1457).
- Le château Neuville, dénommé aussi château Fénelon.
- Le château du Bac : façade XVIIIe siècle, pigeonnier XVIe siècle.
- La Chapelle-aux-Plats, ancienne paroisse fusionnée avec la commune d'Argentat. Son château appartenait à une branche de la famille de Pestels.
- Le barrage d'Argentat et le château du Gibanel, ancien fief de la famille du comte de Combarel[34].
- Pont sur la Maronne.

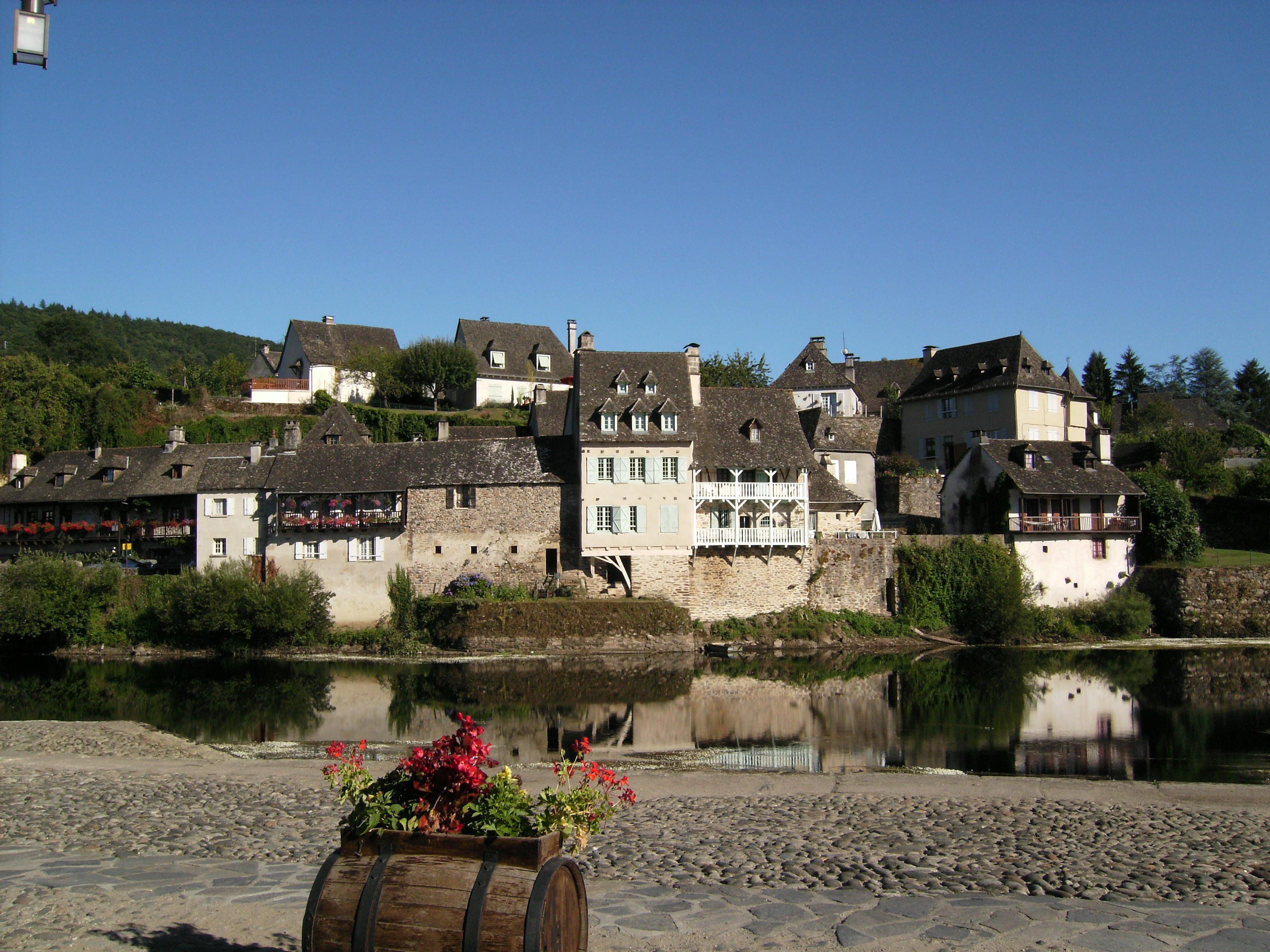
La Dordogne à Argentat.
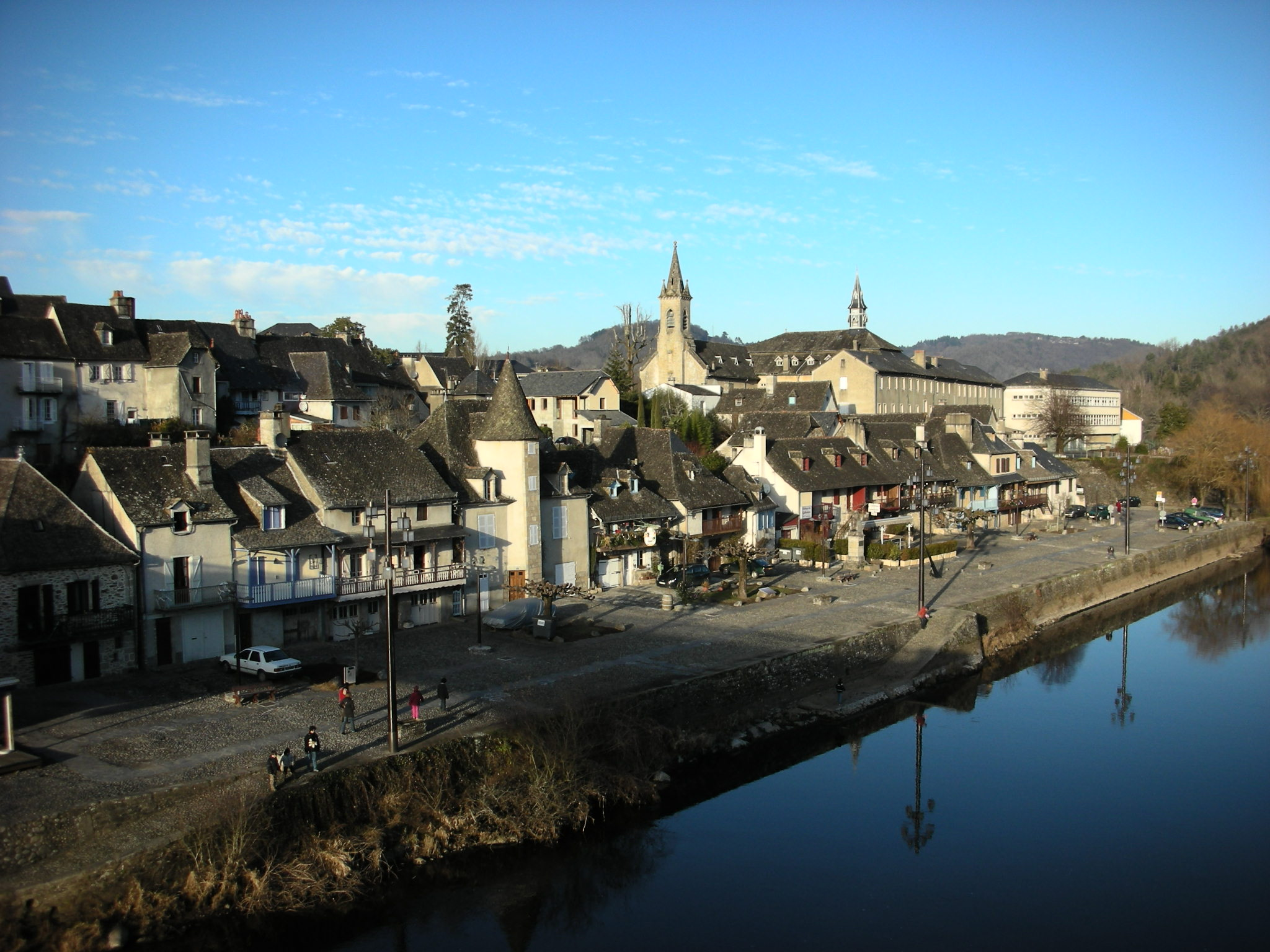
Le quai Lestourgie sur la Dordogne (vue d'ensemble).
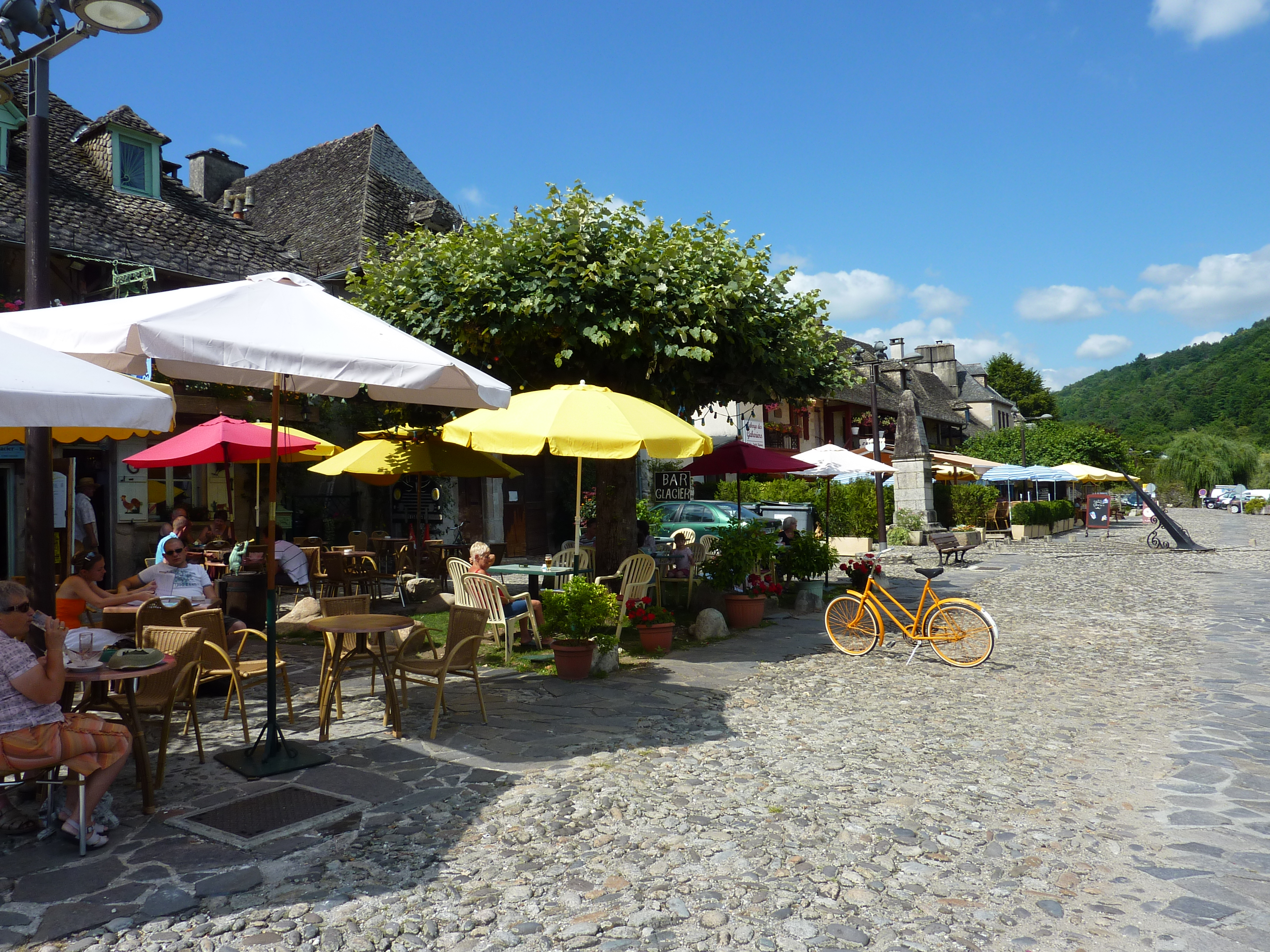
Le quai Lestourgie sur la Dordogne (vue de détail).
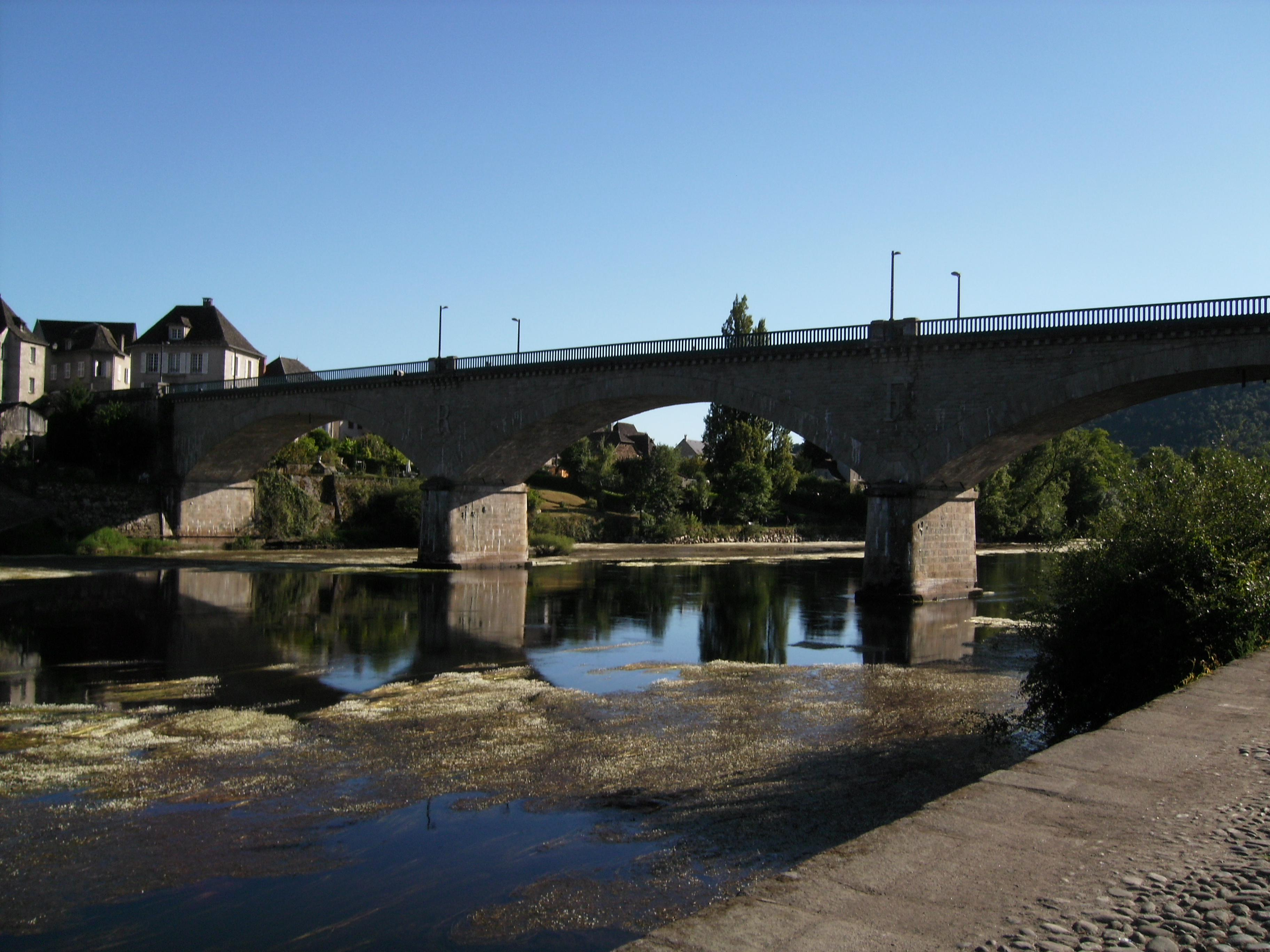
Pont de la République sur la Dordogne.
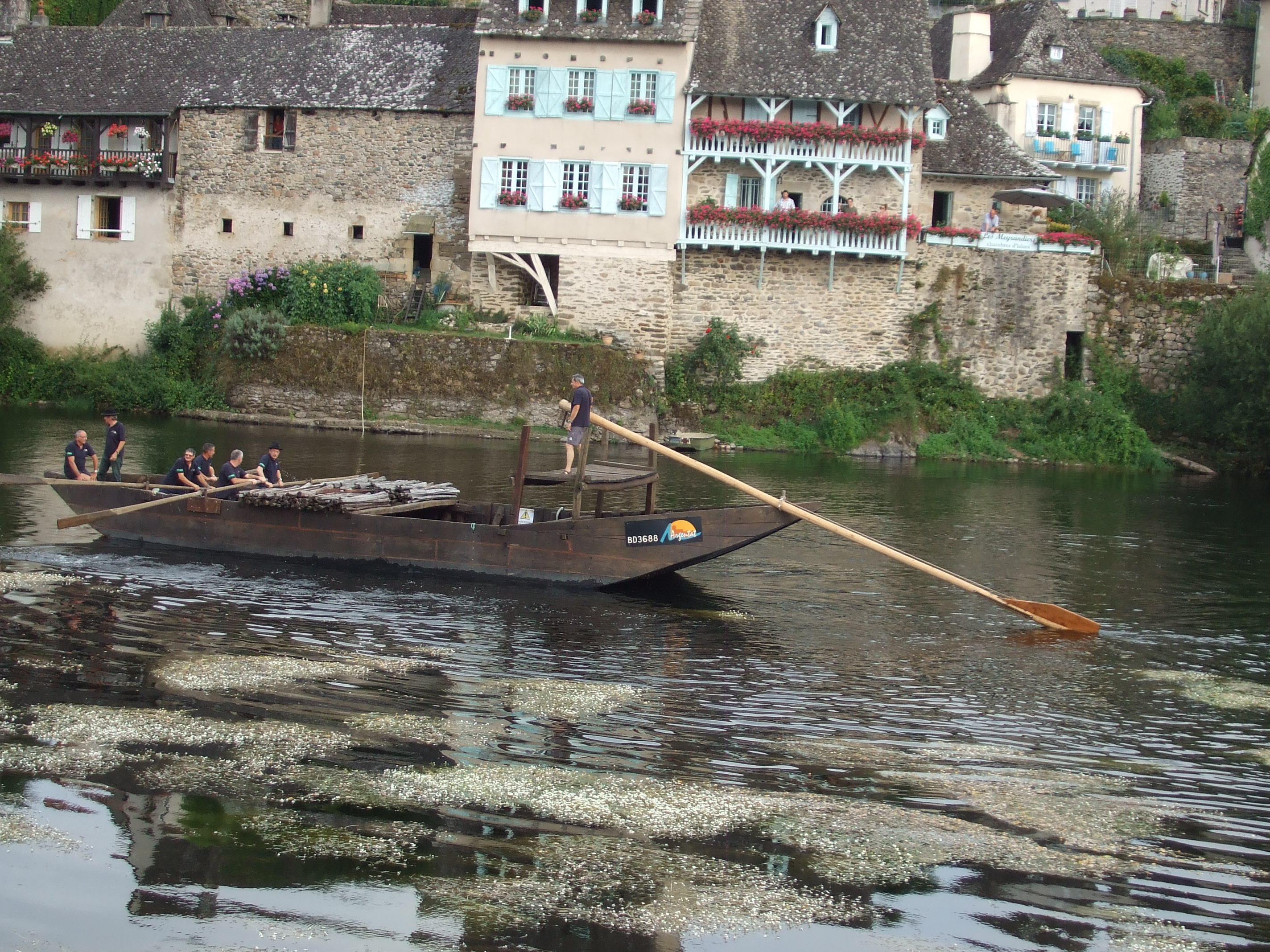
La gabarre d'Argentat.
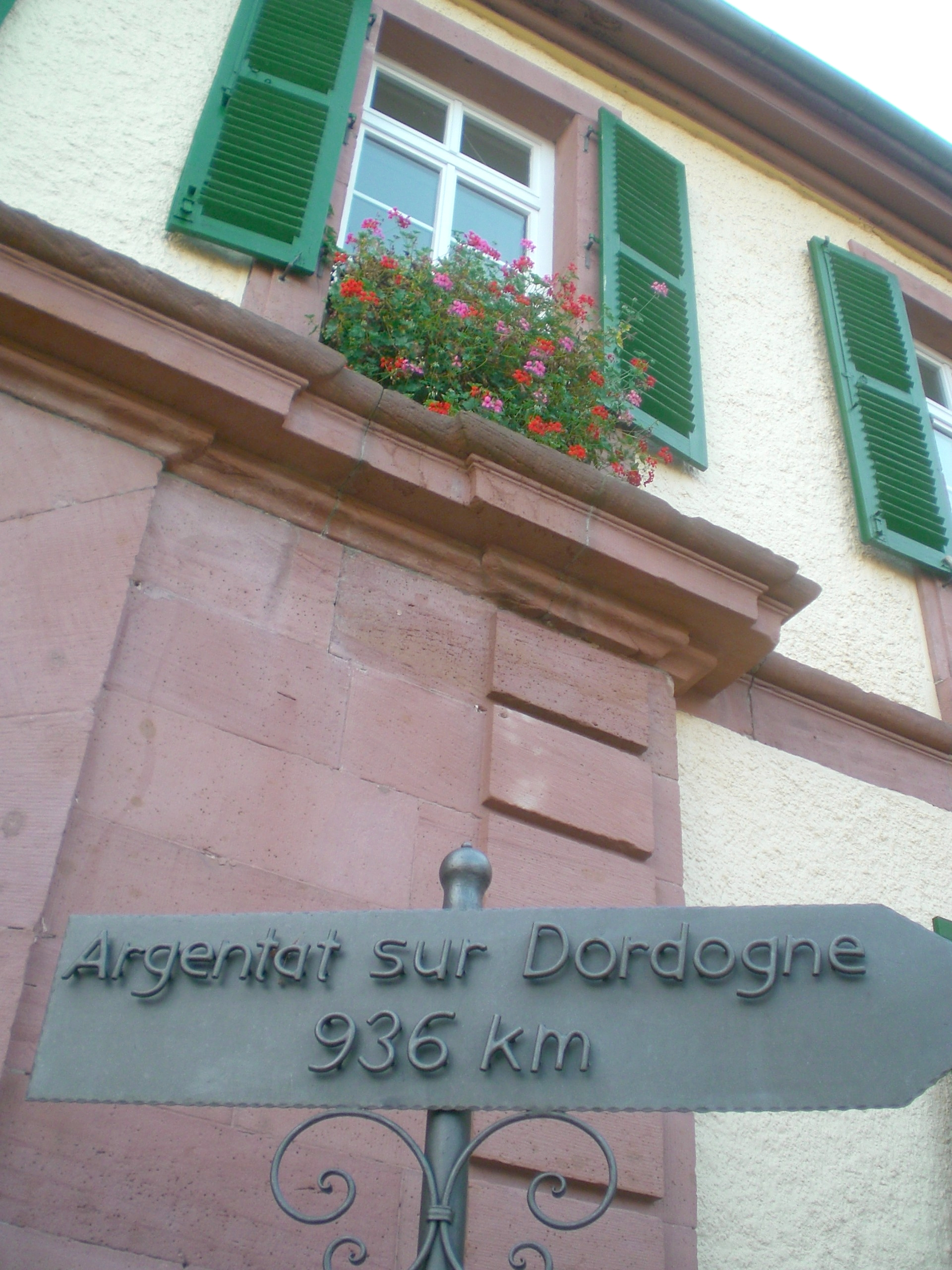
Panneau de distance à Bad König.

### Personnalités liées à la commune
- Antoine Guillaume Delmas (1766-1813), général de la Révolution française, mort des suites de ses blessures reçues au combat à la bataille de Leipzig.
- Marcellin Caze (1811-1888), poète, précurseur du félibrige.
- Eusèbe Bombal (1827-1915), historien d'Argentat, ethnologue, archéologue local, précurseur du folklore limousin.
- Auguste Lestourgie (1833-1885), maire d'Argentat et député de la Corrèze.
- Jean Douvisis, (1866-1926), créateur des syndicats agricoles de France.
- René Caillier (1879-1946), homme politique.
- Emmanuel Berl (1892-1976), journaliste, historien et essayiste, y a séjourné durant la Seconde Guerre mondiale.
- Mireille (1906-1996), chanteuse et actrice, a vécu à Argentat avec son mari Emmanuel Berl.
- René Teulade (1931-2014), homme politique. Sénateur et maire d'Argentat, ancien ministre des Affaires sociales et de l'Intégration

### Héraldique
| Blason de Argentat-sur-Dordogne | Blason  | D'azur à deux clefs adossées d'argent posées en pal et entrelacées par l'anneau. |
| Blason de Argentat-sur-Dordogne | Détails | Le statut officiel du blason reste à déterminer.                                 |

### Cinéma
Plusieurs films et séries ont été tournés dans la commune en particulier :
- 1995 : série télévisée La Rivière Espérance de Josée Dayan.

### Jeu vidéo
Argentat a servi d'inspiration pour le nom de la ville d'Argenta, un lieu de l'univers Pokémon, situé dans la région de Kantō, et qui apparaît notamment dans les premiers jeux de la série, Pokémon Rouge et Bleu.

### Philatélie
Un timbre postal, d'une valeur de 4,40 francs, dessiné par Ève Luquet et représentant le quai Lestourgie et les belles maisons rénovées d'Argentat a été émis le 18 juin 1994.